# Zagrebački denar
Zagrebački denar (lat. Denarius Zagrabiensis) bio je srebrni novac koji se kovao u srednjovjekovnom Zagrebu. Sitniji novci bili su oboli (poludenari) i bagatini, kao najsitniji novac.
Prvi spomen zagrebačkog denara u nekom zapisu seže do 1260. godine. Stoga se pretpostavlja da je oko te godine zagrebačka kovnica počela s djelovanjem. U listinama se čitaju i nazivi denarii banales (banski denari) i denarii Grecenses (grički denari), što govori da se camera zagrabiensis (zagrebačka kovnica) nalazila na Griču. Godine 1294. kralj Andrija III. Mlečanin spominje cameram nostram de Zagreb (našu kovnicu u Zagrebu).
Svako krivotvorenje kažnjavalo se smrću. Onog tko je znao koristiti krivotvoren novac, tim bi ga novčićem žigosali po čelu pa vodili kroz cijeli grad. Na kraju bi ga predali krvniku, koji bi ga na Zvedišću živog spalio.